# Görbeillesztés (matematika)
A görbeillesztés feladata olyan {\displaystyle y=f(x)} függvény meghatározása, ami egy {\displaystyle (x_{0};y_{0}),(x_{1};y_{1}),(x_{2};y_{2}),\dots ,(x_{n};y_{n}),} adatsor analitikus közelítése.
A függvény grafikonjaként adódó görbére nem feltétlenül illeszkednek a {\displaystyle P_{i}=(x_{i};y_{i})} koordinátájú pontok, ilyenkor azt mondjuk, hogy a görbe többé vagy kevésbé jól közelíti a pontsort. Az illeszkedési kritérium különböző lehet csakúgy, mint a görbe, azaz a függvény (függvények) típusa.
A feladat egy általánosítása, amikor a síkon ábrázolható ponthalmazhoz keresünk {\displaystyle F(x,y)=0} implicit egyenlettel megadható görbét. Másik általánosítás a {\displaystyle P_{i}=(x_{i};y_{i};z_{i}),(i=1,...,n)} adatsort közelítő felület meghatározása. Rokon probléma az adott görbék, görbeívek egyszerűbb görbékkel való helyettesítése.

## Alkalmazási területek
Egy természeti, gazdasági, társadalmi stb. folyamat lefolyását modellező matematikai formula kísérleti meghatározásához méréseket kell végezni. A mérések adatai egyrészt hibákkal terheltek (szóródás), másrészt bizonyos tartományok kimaradhatnak az adatgyűjtésből. Az adatsor {\displaystyle P_{i}=(x_{i};y_{i}}) számpárjait derékszögű, illetve a problémának jobban megfelelő affin vagy poláris koordináta-rendszerben ábrázolva egy görbe pontjaira emlékeztető pontsort vagy egy pontfelhőt kapunk.

### Empirikus formulák
A görbeillesztés egyik célja, hogy a meghatározott {\displaystyle y=f(x)} függvény (és esetleg az inverz {\displaystyle x=f^{-1}(y))} függvény (formula) ismeretében a vizsgált folyamat összetartozó {\displaystyle (x;y)} értékpárjait kiszámíthassuk. A másik cél az lehet, hogy a kiválasztott függvény együtthatóit meghatározzuk (például a szabadesés {\displaystyle s=at^{2}} egyenletében {\displaystyle a=g/2} számértékére kapunk kísérleti becslést).

## Illesztési típusok

### Interpoláció
Olyan görbét kell keresni, ami minden adatponton áthalad. A „szabálytalan” pontsorhoz szinte sohasem illeszthető egyszerű egyenlettel leírható függvény/grafikon.

#### Lineáris interpoláció
Az {\displaystyle (x_{i-1}\dots x_{i})} intervallumokhoz {\displaystyle y=a_{i}x+b_{i}} egyenletű egyenes szakaszokat illesztünk. Ezek egyenként helyettesítik a folyamatot leíró grafikon íveit. A formulák a két ponton átmenő egyenes egyenletével kaphatók:
{\displaystyle (y-y_{i-1})(x_{i}-x_{i-1})=(x-x_{i-1})(y_{i}-y_{i-1})}

#### Parabolikus interpoláció
Több, {\displaystyle (m+1)} egymáshoz csatlakozó intervallum feletti görbeívet egy polinom grafikonjával helyettesítjük. A megfelelő együtthatók meghatározásához két formula ismert:
Lagrange-féle interpolációs formula:
{\displaystyle y=y_{0}\cdot L_{0}+y_{1}\cdot L_{1}+\dots y_{m}\cdot L_{m}\,}
ahol az {\displaystyle L_{i}} függvények a Lagrange-féle interpolációs polinomok:
{\displaystyle L_{i}={\frac {(x-x_{0})\dots (x-x_{i-1})(x-x_{i+1})\dots (x-x_{m})}{(x_{i}-x_{0})\dots (x_{i}-x_{i-1})(x_{i}-x_{i+1})\dots (x_{i}-x_{m})}}}
Newton-féle interpolációs formula:
{\displaystyle y=y_{0}+A_{0}(x-x_{0})+A_{1}(x-x_{0})(x-x_{1})+\dots +A_{m}(x-x_{0})(x-x_{1})\dots (x-x_{m})\,}
ahol az {\displaystyle A_{i}} kifejezések a Newton-féle interpolációs együtthatók:
{\displaystyle A_{0}={\frac {y_{1}-y_{0}}{x_{1}-x_{0}}};\quad A_{1}={\frac {y_{1}-y_{0}-A_{0}(x_{2}-x_{1})}{(x_{2}-x_{0})(x_{2}-x_{1})}};\dots }
A formula és ezzel a számolás egyszerűbb, ha az {\displaystyle (x_{i-1};x_{i})} intervallumok egyenlőek. Főleg tabellált függvényeknél (függvénytáblázatoknál) használják (használták) a táblázatban nem szereplő közbenső értékek számítására.
A feladat gyakorlati fontosságát jelzi, hogy több neves matematikus adott meg erre interpolációs formulát: Newton, Bessel, Stirling.

### Regresszió
Mindkét modell esetében alkalmazható eljárás az, ha lemondunk az empirikus {\displaystyle y=f(x)} formulával adódó függvénygörbe és a mérési adatokat reprezentáló pontok illeszkedéséről, csupán azt követeljük meg, hogy az {\displaystyle x_{0};x_{1};\dots x_{n}} mérési helyeken a mért {\displaystyle y_{i}} és a számított {\displaystyle {\hat {y}}_{i}=f(x_{i})} értékek eltérése minimális legyen. Az eltérés mértékét többféleképpen írhatjuk elő:
1 - Az abszolút hibák összege {\displaystyle \sum _{i=0}^{n}|y_{i}-{\hat {y}}_{i}|} legyen minimális.
2 - A hibák négyzetének összege {\displaystyle \sum _{i=0}^{n}(y_{i}-{\hat {y}}_{i})^{2}} legyen minimális.
Az első feltételnek eleget tevő {\displaystyle {\hat {y}}=f(x)} egyenletes közelítés meghatározására nincsenek általános módszerek. A négyzetes hibákat minimáló közelítés meghatározására a Gauss nevéhez kötött, a legkisebb négyzetek módszere nevű algoritmust használják.

#### Lineáris regresszió
A matematikai statisztika leggyakrabban alkalmazott modellje. Több típusát a legtöbb táblázatkezelő és matematikai szoftver megvalósítja (Excel, Maple V, Matlab stb):
1- Egyszerű kétváltozós regresszió az {\displaystyle {\hat {y}}=A_{0}+x\cdot A_{1}} elsőfokú függvény együtthatóinak meghatározására szolgál.
2- Inverz regresszió az {\displaystyle {\hat {x}}=B_{0}+y\cdot B_{1}} inverz relációval illesztett összefüggés a {\displaystyle \sum _{i=0}^{n}(x_{i}-{\hat {x}}_{i})^{2}} négyzetes hibaösszeget minimalizálja.
3- Többváltozós lineáris regresszió az összetartozó mérési adatokhoz az összefüggésüket leíró {\displaystyle {\hat {y}}=A_{0}+x_{1}\cdot A_{1}+x_{2}\cdot A_{2}\dots +x_{k}\cdot A_{k}} elsőfokú függvényt határozza meg.

#### Linearizáló módszer
A mérési adatokat ábrázoló pontdiagramról látható, hogy egyenes helyett inkább valamilyen, a vizsgált jelenség tulajdonságaiból is következtethető görbe illik a modellhez. A legkisebb négyzetek módszere ekkor is alkalmazható, de a számolás ilyenkor a formula jellegéből fakadóan nehézkesebb. A linearizáló módszer abból áll, hogy az eredeti {\displaystyle x;y} változók helyett, velük összefüggő, de egymással lineáris kapcsolatban lévő {\displaystyle X;Y} változókat vezetünk be.
Például az {\displaystyle y=A\cdot e^{Bx}} empirikus formulából az {\displaystyle X=x;Y=\ln {y}} helyettesítésekkel az {\displaystyle Y=\ln A+B\cdot X} lineáris kapcsolat adódik. Ennek {\displaystyle a=\ln A;b=B} együtthatóit meghatározva az eredeti formula konstansai adódnak: {\displaystyle A=e^{a};B=b}.

#### Középértékek módszere
A linearizáló módszer esetenként nem eléggé pontos. Javítható a becslés, ha az adathalmazt két vagy több részre osztjuk és mindre elvégezzük a számítást. Az egyes paraméterek számított értékeinek számtani (vagy súlyozott) közepét képezzük.

### Spline (szplájn) approximáció
Az adatsort szakaszonként közelítő görbeívek érintője a csatlakozási pontokban közös. Az érintőkben a nyelvtani többes azt jelenti, hogy a csatlakozó görbéknek az adott pontban közös lehet az elsőrendű (egyenes), a másodrendű (simulókör) stb. érintője. Minél magasabb rendben érintkeznek, annál simább a spline, annál tökéletesebb illesztés. A spline approximációt nem csak adatsorok közelítésére, hanem komplikált, nehezen kezelhető egyenletű görbék helyettesítésére használják. (L.: Kosárgörbe, klotoid, átmeneti ív.) A számítógépes grafikában a szabálytalan vonalakat Bèzier-spline-ok alkalmazásával digitalizálják. (Az alábbi példában a lineáris spline-t (kék vonal) az adatokhoz (piros pontok) illesztjük.)
További elérhető illusztrációk:
- Harmadfokú spline approximáció JSXGraph médián
- Előadások a spline interpolációról
- Harmadfokú spline interpoláció, előadási jegyzet PDF